# فرودگاه سینت‌اگنس د دوندی
فرودگاه سینت‌اگنس د دوندی (به انگلیسی: Sainte-Agnès-de-Dundee Aerodrome) یک فرودگاه خصوصی است که یک باند فرود شن دارد و طول باند آن ۵۴۹ متر است. این فرودگاه در کشور کانادا قرار دارد و در ارتفاع ۴۹ متری از سطح دریا واقع شده است.